# Michael Roark
Michael Roark, właściwie Michael Sean Roark (ur. 9 maja 1983 we Schaumburg) – amerykański aktor filmowy i telewizyjny.

## Filmografia

### Filmy fabularne
- Nightmares from the Mind of Poe (2006) - Richard
- Retrospective (2011) - Ronnie Meridian
- Party Girl (2011) - Party guest
- Psyche (2011) - Devlin
- Privileged (2011) - Bodyguard 2
- Dolphin Tale (2011) - Donovan Peck
- Thursday (2012) - Chase
- Magic Mike (2012) - Ryan